# ファフルディン・ムスタフィック
ファフルディン・ムスタフィッチ（セルビア語: Fahrudin Mustafić、1981年4月17日 - ）は、Sリーグのタンピネス・ローバースFCに所属するユーゴスラビア社会主義連邦共和国出身のシンガポールの元サッカー選手。元シンガポール代表。現役時代のポジションは守備的ミッドフィールダー或いはセンターバック。

## 経歴
ユーゴスラビア社会主義連邦共和国セルビア社会主義共和国ノヴィ・パザルに生まれ、同郷のセアド・ムラトヴィッチのヘルプとしてシンガポールに渡り、タンピネス・ローバースFCに所属。その後、シンガポールに帰化。
2009年9月にはインドネシア・スーパーリーグに所属するプルシジャ・ジャカルタに移籍。その後、プルセラ・ラモンガンに移籍した。そして、2011年6月には再びタンピネス・ローバースFCに復帰。
2018シーズン終了後、現役時代を表明した。

## 代表歴
シンガポール代表としては2006年1月に行われたデンマーク代表との親善試合で初出場を果たした。
安定しており保持力も高い選手のため、その素早いパスと厳しいマーク能力も相俟って代表の要となった。PK要員としても活躍した。
代表としては2007 東南アジアサッカー選手権に出場し、優勝に大きく貢献した。また代表初ゴールもこの大会であり、2007年1月31日の同大会決勝、タイ代表戦でのPKであった。

## 個人成績
代表でのゴール一覧
| #  | 日附           | 場所                                         | 対戦相手       | 得点 | 結果 | 大会                                   |
| -- | -------------- | -------------------------------------------- | -------------- | ---- | ---- | -------------------------------------- |
| 1. | 2007年1月31日  | シンガポール・ナショナルスタジアム           | タイ           | 2-1  | 勝利 | 2007 東南アジアサッカー選手権          |
| 2. | 2008年1月24日  | マスカット                                   | クウェート     | 2-0  | 勝利 | 親善試合                               |
| 3. | 2008年1月31日  | ザルカ                                       | ヨルダン       | 1-2  | 敗北 | 親善試合                               |
| 4. | 2008年6月2日   | シンガポール・ナショナルスタジアム           | ウズベキスタン | 3-7  | 敗北 | 2010 FIFAワールドカップ・アジア予選    |
| 5. | 2008年12月5日  | ジャカルタ・ゲロラ・ブン・カルノ・スタジアム | カンボジア     | 5-0  | 勝利 | 2008 AFFスズキカップ                   |
| 6. | 2009年11月14日 | シンガポール・ナショナルスタジアム           | タイ           | 1-3  | 敗北 | AFCアジアカップ2011予選                |
| 7. | 2011年7月23日  | シンガポール・ジャラン・ベサール・スタジアム | マレーシア     | 5–3  | 勝利 | 2014 FIFAワールドカップ・アジア2次予選 |
| 8. | 2012年12月19日 | シンガポール・ジャラン・ベサール・スタジアム | タイ           | 3–1  | 勝利 | 2012 AFFスズキカップ                   |

## タイトル

### クラブ
タンピネス・ローバースFC
- Sリーグ (2): 2004, 2005
- シンガポール・カップ (2): 2004, 2006

### 代表
シンガポール
- 東南アジアサッカー選手権: 2007, 2012